# Опытное знание
О́пытное зна́ние (о́пыт), также эмпири́ческое зна́ние или эмпи́рика — совокупность знаний и умений, эмпирически приобретённых человеком, т. е. приобретённых в процессе взаимодействия с внешним по отношению к нему миром, а также в процессе собственных внутренних переживаний — вся совокупность чувственных восприятий и психической деятельности мозга.
Указанная совокупность накопленной и переработанной мозгом информации формирует два качественно разных массива данных. Одна часть опыта касается сознания и формируется за счёт рефлексии. Этот опыт человек осознанно накапливает, использует и передаёт другим людям. Вторая часть опыта относится к бессознательному и к рефлексам, которые накапливаются, используются, однако не могут быть переданы от одного человека другому.
Понятие опыта активно развивалось в противостоянии эмпиризма и рационализма, дифференцированно оценивающего его от понимания в качестве единственного источника достоверного знания (радикальные ветви эмпиризма и сенсуализма) до полного отрицания (радикальные формы рационализма, оценивающие опыт как источник заблуждений).

## Опыт в философской традиции

### Опыт у Аристотеля
Аристотель считает, что «появляется опыт у людей благодаря памяти; а именно — многие воспоминания об одном и том же предмете приобретают значение одного опыта. И опыт кажется почти одинаковым с наукой и искусством.» Однако, «наука и искусство возникают у людей через опыт». «Появляется же искусство тогда, когда на основе приобретённых на опыте мыслей образуется один общий взгляд на сходные предметы.»
«Так, например, считать, что Каллию при такой-то болезни помогло такое-то средство и оно же помогло Сократу и также в отдельности многим, — это дело опыта; а определить, что это средство при такой-то болезни помогает всем таким-то и
таким-то людям одного какого-то склада (например, вялым или желчным при сильной лихорадке), — это дело искусства.»
«В отношении деятельности опыт, по-видимому, ничем не отличается от искусства; мало того, мы видим, что имеющие опыт преуспевают больше, нежели те, кто обладает отвлечённым знанием, но не имеет опыта. Причина этого в том, что опыт есть знание единичного, а искусство — знание общего, всякое же действие и всякое изготовление относится к единичному: ведь врачующий лечит не человека вообще, разве лишь привходящим образом, а Каллия или Сократа или кого-то другого из тех, кто носит какое-то имя, — для кого быть человеком есть нечто привходящее. Поэтому если кто обладает отвлечённым знанием, а опыта не имеет и познает общее, но содержащегося в нём единичного не знает, то он часто ошибается в лечении, ибо лечить приходится единичное.»

### Опыт у Ф. Бэкона
Ф. Бэкон пишет, что «здание этого нашего Мира и его строй представляют собой некий лабиринт для созерцающего его человеческого разума, который встречает здесь повсюду столько запутанных дорог, столь обманчивые подобия вещей и знаков, столь извилистые и сложные петли и узлы природы. Совершать же путь надо при неверном свете чувств, то блистающем, то прячущемся, пробираясь сквозь лес опыта и единичных вещей». «Лес опыта» рассматривается в гносеологически негативном свете, и интерпретируется в качестве источника заблуждения, но при этом именно пассивный, не упорядоченный деятельностью опыт понимается в качестве такового; в противоположность ему, активно конструируемый исследователем опыт — собственно, эксперимент — понимается Бэконом как тонкий источник истинного знания:
 «… хотя чувства довольно часто обманывают и вводят в заблуждение, однако в союзе с активной деятельностью человека они могут давать нам вполне достаточные знания; и это достигается не столько с помощью инструментов (хотя и они в известной мере оказываются полезными), сколько благодаря
экспериментам, способным объекты, недоступные нашим органам чувств, сводить к чувственно воспринимаемым объектам».

### Опыт у Канта
Процесс обусловленности опытного знания априорными синтетическими суждениями подробно рассматривался Иммануилом Кантом, положившим начало трансцендентально-идеалистической традиции в немецкой классической философии. Развивая своё учение о научном знании, Кант не отвергает традиционное положение эмпиризма, согласно которому в основе любого знания лежат чувственные данные; однако он дополняет это положение тезисом, что всеобщность и необходимость, благодаря которым опытное знание приобретает научное значение, привносятся в опыт трансцендентальной структурой субъекта.
В соответствии с учением Канта, взаимодействуя с нашими органами чувств, вещи-в-себе не только порождают в нас многообразие различных ощущений (того что составляет содержание знания, в отличие от его формы), но и инициируют активность наших внутренних способностей, которые придают нашему знанию предметный, положенный в некую форму (например, форму категорий) характер. Эта распространяющаяся на весь возможный опыт бессознательная познавательная активность субъекта и обусловливает возможность предметного опыта, придаёт ему всеобщий и необходимый (то есть аподиктически достоверный, в его терминах) характер.
Схематизм чистых рассудочных понятий (категорий) как условие возможности опыта
Немаловажно при этом, что применение этой априорной, независимой от содержания всякого возможного опыта познавательной активности, осуществляется опосредованно. В качестве двух полярных её условий Кант называет представление предмета и понятие. Он рассуждает следующим образом:
При всяком подведении предмета под понятие представление о предмете должно быть однородным с понятием, то есть понятие должно содержать в себе то, что представляется в подводимом под него предмете, так как именно такое значение имеет выражение предмет подчинён понятию. Так, эмпирическое понятие тарелки однородно с чистым геометрическим понятием круга, так как круглость, которая в понятии тарелки мыслится, в чистом геометрическом понятии созерцается:125—126.
Кант приходит к утверждению «совершенной неоднородности» чистых рассудочных понятий с чувственными созерцаниями. Выход из этой ситуации Кант находит в том, чтобы признать наличие опосредующей способности, именуемой им схематизмом чистого рассудка:
Ясно, что должно существовать нечто третье, однородное, с одной стороны, с категориями, а с другой — с явлениями и делающее возможным применение категорий к явлениям. Это посредствующее представление должно быть чистым (не заключающим в себе ничего эмпирического) и тем не менее, с одной стороны, интеллектуальным, а с другой — чувственным. Именно такова трансцендентальная схема:126

### Опыт у Гегеля
Гегель, как и Кант, стоит на позициях априоризма, однако отрицает внеопытное существование категорий, которые, по Канту, применяются к опытным данным. По Гегелю логические категории формируются на основе опыта, единичных наблюдений, через их обобщение. Таким образом опыт через работу мышления превращается в понятия и идеи.

### Опыт у Маркса
В философии Карла Маркса и следующей ей философской и методологической мысли приобретение, аккумуляция, передача (трансляция) и развитие опыта опосредуются практикой — осознанной, целеполагающей и целесообразной предметной деятельностью. Практика и приобретаемый в ходе её развёртывания опыт (понимаемый как единство знания и умения, навыка) мыслятся как синтез субъективного и объективного, то есть специфически человеческого сознания (мышления) и реальной действительности, данной как в общественно осмысленных значениях, так и в чувственно-предметном бытии.
Процессуальность общественной практики опосредует приобретение, освоение, кумуляцию, распространение и развёртывание эмпирических (опытных) систем и структур, соединяя субъекта опыта с объектами познания, исследования, преобразования, проектирования, производства и т. д.

### Опыт у Милля
Милль развивает индуктивный метод Ф. Бэкона. Милль вводит дихотомию понятий наблюдения и опыта (эксперимента). Наблюдение представляет собой неоформленное, дескриптивное знание. А опытному эксперименту Милль придаёт решающее значение: «Первое, и наиболее очевидное различие между наблюдением и экспериментом заключается в том, что последний представляет собой громадное расширение первого. Эксперимент даёт нам возможность не только производить гораздо большее число изменений в обстоятельствах, чем сколько их нам предлагает сама природа; он, кроме того, позволяет нам в тысячах случаев производить именно того рода изменения, какие нам нужны для открытия закона данного явления»:305.
Среди методов открытия природных закономерностей Миллем выделены четыре:310-323: (1) метод сходства, (2) метод различия (Милль выделяет также соединённый метод сходства и различия), (3) метод остатков, (4) метод сопутствующих изменений.

### Опыт у Пирса
Чарльз Пирс обосновывает логический характер способности к познанию и отвергает возможные концептуальные основания беспредпосылочного знания в тех или иных формах интроспекции, интуиции, вещи-в-себе — системообразующих понятий философских построений картезианства и кантианства. Пирс вводит научный термин «абдукция», разрабатывает философский контекст и логическую формулировку этого понятия, ставя его прежде всех известных типов вывода: «дедукция утверждает, что нечто должно быть; индукция показывает, что нечто фактически действенно; абдукция только лишь предполагает, что нечто может быть»:5.171. Соответственно, возможный опыт находится в прямой зависимости от определённого взаимодействия логических структур, где абдукция и, частично, индукция позволяют получать новое знание. Следствием абдуктивного рассуждения является гипотеза.

### Альфред Шюц
Австрийский социолог и философ Альфред Шюц считал, что любой опыт «несет в себе предвосхищение событий, последствия которых ожидаются в непосредственном будущем, <...> а также предугадывание отдаленных во времени событий, с которыми нынешний опыт связан ожиданиями.».

## Типы опыта

#### Физический опыт
Элементами исчерпывающе физического опыта являются ощущения, восприятия о представлении. Физический опыт основывается на наблюдениях за изменениями в окружающей среде. Иными словами, физический опыт связан с наблюдаемостью объектов внешнего мира и ей же ограничен; также он необходимо нуждается в изменяемости свойств наблюдаемых вещей во времени, в противном случае для неизменяемых свойств не будет задан контекст сравнения. Сенсуализм, философская установка, акцентирующая сферы чувственного опыта, основанная на трактовке узко физического сенсорного опыта как отчётливо исчерпывающей основы познавательного процесса, рассматривает чувственные формы познания физических свойств вещей как приоритетные мыслительные процедуры. Так, Кондильяк утверждает, что науки «имеют в качестве своих начал простые идеи, которые мы получаем через ощущение и размышление»:286, и ставит первое в приоритет, поскольку именно из его материалов и создаются все сложные идеи. Локк утверждает, что все материалы мышления так или иначе «получены только двумя вышеупомянутыми путями — ощущением и рефлексией»:181.

#### Эмоциональный опыт
Люди могут рационализовывать акты влюблённости (и выхода из неё) как особый «эмоциональный опыт». Общества, в которых отсутствуют институциональные нормы брака, могут называть эмоциональный опыт влюблённости в индивидах как влияние выбора «помощника».
Понятие эмоционального опыта также появляется и в понятии эмпатии.

#### Ментальный опыт
Ментальный опыт включает аспекты интеллекта и сознания, получающих развитие в комбинации мыслительных единиц, восприятия, памяти, эмоций, воли и воображения, включая все бессознательные познавательные процессы. Имплицитно данный термин ссылается на процессы мышления. Связь и соотношения между ментальным опытом (и связанных с ним типов опыта) и физическим мозгом формируют целую зону философских споров: некоторые идентифицируют мозг в качестве основания и субстрата ментального опыта, связывая его состояния с состояниями развития ментального опыта, другие же рассматривают мозг лишь как условие возможности мышления. Большинство теоретиков, между тем, обобщают взгляд на наш ментальный опыт.
Математики служат примером кумулятивного ментального опыта в подходах и навыках к их работе. Математический реализм, как и реализм вообще, рассматривают математические сущности существующими независимо от человеческого сознания. Люди, не изучающие математику, но скорее исследующие и практикующие в ней, и прочие интеллектуально подкованные люди будут предположительно такими же. Эта точка зрения приветствует только один тип математик как исследуемые; она рассматривает треугольники, правильные углы и точки, например, как реальные сущности, то есть не только как порождения человеческого ума. Некоторые практикующие математики поддерживают математический реализм постольку, поскольку рассматривают себя по аналогии с учёными-естественниками.

#### Религиозный (духовный, мистический) опыт
Среди всех типов и разновидностей опыта принято выделять т. н. «религиозный» (или же «духовный», «мистический») опыт. Его особенность состоит в предельной субъективности переживания, и, как следствие, нетранслируемости (непередаваемости) его. Различные религиозные (духовные, мистические) традиции по-разному приводят своих последователей к получению, осмыслению, толкованию (интерпретации) и оценке такого рода опыта. В различных традициях этому опыту придаётся различный смысл, от чисто натуралистического смысла (слияния с природой, миром или естественным потоком), до трансцендентного смысла (видения Бога или слияния с ним).

#### Социальный опыт
Накоплению и развитию социального опыта способствует жизнь и взросление в обществе. Социальный опыт предоставляет индивиду навыки, необходимые для участия в жизни общества, так как общество формируется через обмен опытом, обычаи, ценности, традиции, социальные роли и язык.
Всякая воспроизводящаяся и развивающаяся система социального опыта представляет собой традицию. Анализу традиций посвящена глава «4. На пути к рациональной теории традиции» книги «Предположения и опровержения» известного философа Карла Поппера". Всякая традиция в своём генезисе и развитии социокультурно определена и обусловлена, и по замечанию автора, «требуются громадные усилия для того, чтобы привить её там, где она отсутствует»:210, поскольку подготовка почвы и расчистка дороги для прививки той или иной традиции точно так же социокультурно и исторически определены и обусловлены.

## Непосредственность опыта
Опытное знание может варьироваться в нескольких степенях.
Человек, непосредственно включённый и вовлечённый в те или иные процессы, имеет опыт «из первых рук». Такой опыт получают только в том случае, когда человек напрямую присутствовал при тех или иных событиях, и часто такой опыт носит ценный (более превосходный) характер, но он всегда оказывается потенциально подверженным индивидуальным ошибкам — как в плане собственно чувственного восприятия, так и в способе интерпретации этого чувственного материала.
Опыт «из вторых рук», в случае, если он получен от непосредственных свидетелей, может предложить более богатые ресурсы: описанные и записанные, и/или обобщённые сведения, полученные от опытных свидетелей (вероятно, даже намного более опытных), но, вместе с тем, потенциально выражающие некоторые вписанные в эти знания точки зрения.
Опыт «из третьих рук», основанный на косвенных и, возможно, ненадежных слухах, даже при некоторой надежности источников, может быть потенциально опасен близостью к слепому следованию авторитетам.

## Опыт и неявное знание
Неявное знание — термин, введённый Майклом Полани. Сейчас это выражение используется для обозначения тех форм знания, которыми люди пользуются, не осознавая этого — или не будучи способными передать это знание путём объяснений или демонстрации (например, знание родного языка или навыки боевых искусств). Неявное знание по большей части приобретается именно опытным путём. Опыт может приобретаться в ходе жизни (например, при жизни в иной языковой среде) или специально (например, при занятиях с тренером).
При этом опытное знание и неявное знание всё же различаются. Например, некоторые виды опытного знания поддаются передаче через объяснение или демонстрацию (научиться забивать гвозди можно и путём попыток забивания гвоздей, и выслушав объяснение).